# Prostration
Prostration er den bevægelse, man udfører, når man beder til sin gud og bøjer sig mod/til jorden.
Prostration findes foruden i islam også i jødisk gudstjeneste — særligt blandt samaritanere og karaittiske jøder, men også blandt rabbanittiske jøder; hos de sidstnævnte i vore dage dog kun på jom kippur.

## Prostration i islam
I ordet prostration (sujud] ligger den betydning at man kaster sig til jorden. Denne bevægelse under bøn understreger underkastelsen overfor Allah, med andre ord artikulerer man underkastelsen. 
Denne bevægelse som er påkrævet under islamisk bøn, er en af grundene til opdelingen mellem mænd og kvinder i moskeen. Forrest står mændene, så synet af kvinder i ellers upassende stillinger ikke skal forstyrre dem og forårsage mindsket koncentration under bønnen.